# Новый Чуганак
Новый Чуганак (баш. Яңы Суғанаҡ) — деревня в Краснокамском районе Республики Башкортостан Российской Федерации. Входит в состав Кариевского сельсовета. 

## География

### Географическое положение
Расстояние до:
- районного центра (Николо-Берёзовка): 28 км,
- центра сельсовета (Кариево): 7 км,
- ближайшей ж/д станции (Нефтекамск): 21 км.

## История
Деревня основана в конце ХIХ в. на открытой холмистой местности Каинлыковской волости Бирского уезда выходцами из д. Чуганак Мензелинского уезда (ныне Актанышского района Республики Татарстан). В разных источниках упоминается также под названием Ново-Чуганак, Ново-Чуганаково и Ново-Чуганакова. Согласно подворным переписям жители относились к категориям башкир-вотчинников и тептярей.
В дореволюционные времена было развито традиционное скотоводство. Пообщинные таблицы 1912-1913 годов свидетельствуют о наличии в деревне 171 лошадей, 220 единиц крупного рогатого скота, 48 овец и 398 коз. Земледелие включало в себя посевы ржи, овса, гречи, гороха, полбы и проса. 
С 1906 года функционировал хлебозапасный магазин, мельница. С 30-х гг. деревня входила в состав колхоза “Красный Октябрь”. 
На основании указа Президиума ВС БАССР от 14 июня 1952 г. Новый Чуганак в составе Кариевского сельсовета. Последнее перечисление произошло в связи с объединением колхоза "Красный Октябрь", расположенного в деревне Новый Чуганак с колхозом им. Свердлова Кариевского с/с в один укрупненный колхоз им. Свердлова. Территория, перечисленная в состав Кариевского с/с составила 1177 га, а население - 460 чел.
Функционировала начальная школа, клуб, фельдшерский пункт.

## Население
| 1906 | 1912 | 1920 | 2002 | 2009 | 2010 |
| ---- | ---- | ---- | ---- | ---- | ---- |
| 297  | ↗428 | ↗460 | ↘97  | ↘91  | ↘68  |

Национальный состав
Согласно переписи 2002 года, преобладающая национальность — башкиры (79 %).